# Gustav Klimt
Gustav Klimt (født 14. juli 1862, død 6. februar 1918) var en østrigsk maler, hvis værker er præget af en stiliseret, dekorativ udtryksform med symbolistiske elementer af bl.a. kærligheden og døden. Disse temaer genfindes i mosaikfrisen, som han udførte til Josef Hoffmanns Palais Stoclet i Bruxelles.
Klimt var ét af de mest prominente medlemmer af Art Nouveau bevægelsen i Wien og fik stor betydning for den efterfølgende generation, f.eks. for Oskar Kokoschka.
Gustav Klimt er en af de kunstnere, hvis maleri har opnået den højeste salgspris. Den 19. juni 2006 kunne New York Times rapportere, at Klimts maleri Portræt af Adele Bloch-Bauer I (1907) var blevet solgt til kosmetikmagnaten Ronald S. Lauder og hans kunstmuseum Neue Gallerie i New York for 135 millioner US-dollar (795 millioner kroner). Det var dermed det dyreste maleri, der nogensinde var blevet solgt. Prisen var 30 millioner højere end den hidtidige rekord, der blev sat da Pablo Picassos maleri Garçon à la Pipe (1905) blev solgt for 104 millioner dollar i 2004. Maleriet Portræt af Adele Bloch-Bauer befandt sig indtil foråret 2006 på Belvedere-museet i Wien, hvor det blev anset for at være en central del af den nationale kulturarv. Men en voldgiftsret afgjorde, at billedet tilhørte Adele Bloch-Bauers niece, Maria Altmann, hvis jødiske familie fik frataget maleriet af nazisterne under krigen. Salgsprisen på Klimts Portræt af Adele Bloch-Bauer blev dog overgået allerede fem måneder efter, da et maleri af Jackson Pollock blev solgt for 140 millioner US-dollars i november 2006.
Klimts sidste maleri var Kvinde med en vifte, som blev solgt i juni 2023 for knap 739 millioner kroner og dermed det dyreste kunstværk solgt Europa.
- Gustav Klimt, Musik, 1895, Neue Pinakothek
- Gustav Klimt, Kysset, 1908-1909, Österreichische Galerie Belvedere
- Gustav Klimt, Jomfruer, 1912-1913, National Gallery i Prag
- Gustav Klimt, Malcesine ved Gardasøen, 1913,
- missionaires